# Campeonato de Australasia 1915
Lista de los campeones del Abierto de Australia de 1915:

## Individual masculino
Gordon Lowe (GBR) d. Horace Rice (AUS),  4–6, 6–1, 6–1, 6–4

## Dobles masculino
Horace Rice/Clarence Todd (AUS)
| Predecesor: 1914                                       | Abierto de Australia 1915 | Sucesor: 1919                                       |
| Predecesor: Campeonato nacional de Estados Unidos 1914 | Grand Slam 1915           | Sucesor: Campeonato nacional de Estados Unidos 1915 |

- Datos: Q2614985